# Віцманнсберг
Віцманнсберг (нім. Witzmannsberg) — громада в Німеччині, знаходиться в землі Баварія. Підпорядковується адміністративному округу Нижня Баварія. Входить до складу району Пассау. Складова частина об'єднання громад Тіттлінг.
Площа — 18,73 км2. Населення становить 1514 ос. (станом на 31 грудня 2020).